# ملكة جمال الولايات المتحدة الأمريكية 1962
ملكة جمال الولايات المتحدة الأمريكية 1962 (بالإنجليزية: Miss USA 1962)‏ هي النسخة الحادية عشرة من مسابقة ملكة جمال الولايات المتحدة الأمريكية منذ انطلاقتها عام 1952، أقيمت المسابقة في لونغ بيتش ، كاليفورنيا ، في 12 يوليو 1962. وفاز بالمسابقة ماسيل ويلسون من هاواي ، وتوجت من قبل حاملة اللقب السابقة شارون براون من لويزيانا. منحت فوز ويلسون هاواي لقب ملكة جمال الولايات المتحدة الأمريكية في محاولتها الأولى ، وبعد ذلك بيومين كانت من أفضل 15 من المتأهلين إلى نصف النهائي في مسابقة ملكة جمال الكون عام 1962. لم ترسل إحدى عشرة ولاية مندوبًا إلى مسابقة ملكة جمال 1962 ، مما أدى إلى أقل عدد من المتسابقين منذ مسابقة ملكة جمال الولايات المتحدة الافتتاحية عام 1952. تعتبر ماسل هو أول أمريكي آسيوي يفوز بلقب ملكة جمال الولايات المتحدة الأمريكية.

## النتائج

### المراكز النهائية
| النتائج النهائية                          | المتنافسة |
| ----------------------------------------- | --- |
| ملكة جمال الولايات المتحدة الأمريكية 1962 | - هاواي - ماسيل ويلسون |
| الوصيفة الأولى                            | - كونيتيكت - ديان زابيكي |
| الوصيفة الثانية                           | - تينيسي - جيل وايت |
| الوصيفة الثالثة                           | - كاليفورنيا - مارلين تيندال |
| الوصيفة الرابعة                           | - نيفادا - جانيت هادلاند |
| أفضل 16                                   | - أريزونا - جيري مايكلسون - كولورادو - بيني جيمس - مقاطعة كولومبيا - هيلين سويني - إلينوي - جان دونيلي - إنديانا - سو إكامب - نيو هامبشاير - ساندرا كاي - نيويورك - شيريلين باتيسيل - أوريغون - جويس كولين - بنسلفانيا - مارجريت لينمان - تكساس - جاكي ويليامز - يوتا - باتريشيا بروفايزر |

## المتسابقات
شاركت متسابقات الولايات في مسابقة ملكة جمال الولايات المتحدة الأمريكية 1962:
| - ألاباما - جيرولين ريدجواي - ألاسكا - تيريزا هانسون - أريزونا - جيري مايكلسون - أركنساس - ليندا ريجان - كاليفورنيا - مارلين تيندال - كولورادو - بيني جيمس - كونيتيكت - ديان زابيكي - مقاطعة كولومبيا - هيلين سويني - فلوريدا - شارون كونراد - جورجيا - جينيلدا أودوم - هاواي - ماسل ليلاني ويلسون - أيداهو - كين ماري هولاند - إلينوي - جان دونيلي - إنديانا - سو إكامب - آيوا - ريجينا بروشر - كانساس - ليندا لايت - كنتاكي - سالي كارتر - لويزيانا - ديان ديكلويت - مين - كارين هندرسون - ماريلاند - شيلدا فارلي - ماساتشوستس - جيل بوب - ميشيغان - جوديث لامبارتر - ميسيسيبي - ساندرا مازور | - ميزوري - ميكي كامبل - نيفادا - جانيت هادلاند - نيوهامبشير - ساندرا كاي - نيو جيرسي - جويس طومسون - نيويورك - شيريلين باتيسيل - كارولاينا الشمالية - بريندا سميث - أوهايو - جوان كولوسي - أوريغون - جويس كولين - بنسيلفانيا - مارغريت لينيمان - رود آيلاند - مارلين سكوت - كارولاينا الجنوبية - جودي كليبورن - تينيسي - جيل وايت - تكساس - جاكي ويليامز - يوتا - باتريشيا بروفايزر - فيرمونت - باربرا كيرني - فيرجينيا الغربية - نيكي غاغاليس - ويسكونسن - شيري ماتسون |

## روابط خارجية
- موقع ملكة جمال الولايات المتحدة الأمريكية الرسمي